# Robin Mattson
Robin Mattson (* 1. Juni 1956 in Los Angeles, Kalifornien, USA) ist eine US-amerikanische Schauspielerin.
Mit sieben Jahren stand sie das erste Mal vor der Kamera. Als Kinderdarstellerin wurde sie in dem Tierfilm Namu, der Raubwal 1966 von Regisseur László Benedek in der Rolle des Mädchens Lisa besetzt. Es folgten zahlreiche Kino- und TV-Produktionen. Am bekanntesten wurde die Schauspielerin später durch ihre Rolle als Heather Webber in der US-Seifenoper General Hospital. Ebenfalls großen Erfolg hatte Robin Mattson im California Clan als Gina Capwell.
Robin Mattson ist seit 2006 mit dem früheren Fußballspieler Werner Roth verheiratet.

## Filmografie (Auswahl)
- 1966: Namu, der Raubwal (Namu, the Killer Whale)
- 1967: Flipper (Fernsehserie, 1 Folge)
- 1967: Mein Freund Ben (Gentle Ben, Fernsehserie, 1 Folge)
- 1973: Töchter des Bösen (Bonnie’s Kids)
- 1974: Das Phantom im Paradies (Phantom of the Paradise)
- 1974: Nakia, der Indianersheriff (Nakia, Fernsehserie, 1 Folge)
- 1975: Dr. med. Marcus Welby (Marcus Welby, M.D, Fernsehserie, 1 Folge)
- 1975: Wild Drivers
- 1976, 1977: Springfield Story (Guiding Light, Fernsehserie, 2 Folgen)
- 1978: Amok-Jagd (Wolf Lake) – Regie: Burt Kennedy
- 1978: Der Sechs-Millionen-Dollar-Mann (The Six Million Dollar Man, Fernsehserie, Staffel 5, Folgen 100 + 101)
- 1978: Der unglaubliche Hulk (The Incredible Hulk, Fernsehserie, 1 Folge)
- 1978: Barnaby Jones (Fernsehserie, 1 Folge)
- 1979: Captain America
- 1980–1983, 2004, 2012–heute: General Hospital
- 1980: Drei Engel für Charlie (Charlie’ Angels, Fernsehserie, 1 Folge)
- 1980: Ein Duke kommt selten allein (The Dukes of Hazzard, Fernsehserie, Staffel 3, Folge 1)
- 1984: Fantasy Island (Fernsehserie, 1 Folge)
- 1984: Ryan’s Hope (Fernsehserie, 7 Folgen)
- 1985–1993: California Clan (Fernsehserie, 1043 Folgen)
- 1989: Vom Gesetz entwürdigt (False Witness)
- 1990: Mit dem Essen kam der Tod (Menu for Murder)
- 1993: Palm Beach-Duo (Fernsehserie, 1 Folge)
- 1994–2000, 2011: All My Children (Fernsehserie, 100 Folgen)
- 2002: Law & Order (Fernsehserie, 1 Folge)
- 2003: Reich und Schön (The Bold and the Beautiful, Fernsehserie, 1 Folge)
- 2007: Jung und Leidenschaftlich – Wie das Leben so spielt (As the World Turns, Fernsehserie, 1 Folge)
- 2010–2011: Zeit der Sehnsucht (Days of Our Lives, Fernsehserie, 1 Folge)

## Auszeichnungen
Emmy
- 1983: Nominierung für General Hospital
- 1987, 1988, 1989: Nominierung für California Clan

Soap Opera Digest Award
- 1988: Nominierung für California Clan
- 1989, 1990: Preisträgerin für California Clan
- 1996: Preisträgerin für All my Children

Soapy Award
- 1981, 1983: Preisträgerin für General Hospital